# Ctenomeropsis nigra
Ctenomeropsis nigra é uma espécie de insetos coleópteros polífagos pertencente à família Nanophyidae.
A autoridade científica da espécie é Waltl, tendo sido descrita no ano de 1835.
Trata-se de uma espécie presente no território português.